# 76-пушечный линейный корабль (трёхпалубный)
76-пушечный трёхпалубный линейный корабль (фр. Vaisseau de ligne à trois ponts de 76 canons, англ. 76-gun ship of three-decker type) — тип военно-морской архитектуры трёхдечного (чаще всего с неполноценным, урезанным 3-м деком) парусного линейного корабля; был создан в начале 1660-х годов и в дальнейшем с 1663 года корабли типа строились преимущественно для французского флота, а также для других зарубежных флотов и России (в 1717 году построен единственный корабль, «Святой Александр»).
По французскому артиллерийскому регламенту 1674 года 76-пушечные являлись кораблями 1 ранга 2 ордера (слабейшими кораблями внутри ранга). Королевский ордонанс в 1689 году повысил для кораблей 1 ранга требование тоннажа до 1600 тонн, поэтому 76-пушечные корабли, имевшие тоннаж от 1100 до 1200 французских тонн, были отнесены ко 2 ордеру 2 ранга, их прежнее место в структуре флота заняли новые, более крупные и тяжело вооружённые 80-пушечные корабли, а от строительства трёхпалубных 76-пушечных вообще отказались. 
После 1689 года, уже в ходе войны Аугсбургской лиги, ряд французских 76-пушечников получил в ходе перестройки полноценную 3-ю палубу, в результате чего они смогли за счёт добавления на шканцы 4 пушек увеличить своё вооружение до 80 орудий.
Доля 76-пушечных кораблей в структуре мировых флотов с рубежа XVII-XVIII веков резко сокращается и постепенно исчезает за счёт замены их после естественного выбывания новыми двухпалубными 70-74-пушечными кораблями.

## Общие особенности конструкции
Отличительной особенностью типа были три не полностью вооружённые (в отличие от типа французского трёхдечного 80/84-пушечного корабля) артиллерийские палубы (гондек, мидельдек и опердек), наличие полноценной, либо чаще всего облегчённой, навесной палубы между передней и задней надстройками корабля, а также наличие 14 (очень редко 15) пушечных портов на гондеке, 13-14 на мидельдеке, 7-8 на опердеке (3 на баке, 5 в кормовой части опердека) и 2-3 на юте – всего 38 пушечных портов с борта в совокупности (считая и передний невооружаемый с 1690-х годов «охотничий» порт). Несмотря на равное с трёхпалубными 80-пушечниками число портов нижней палубы, от последнего типа кораблей 76-пушечники отличались меньшей осадкой и имели более короткий корпус (на 10-14 футов), достигая в 1680-х-1690-х годах длины между штевнями в 143-145 французских футов, а в 1700-х в среднем 152 футов между штевнями (сократив отставание с главными размерениями 80-пушечников начала 1690-х, после 1694 года не строившихся).

## Франция
Первым французским 76-пушечником может считаться Saint Philippe, заложенный в начале 1661 года в Тулоне Гедеоном Родольфом и спущенный на воду 3 (13) февраля 1663 года. В течение 5 или 6 лет он выполнял роль флагманского корабля, пока не были спущены на воду другие корабли такой же или большей силы. Он имел тоннаж в 1450 тонн, длину между штевнями/по килю в 146/121 французский королевский фут, ширину в 36 ½ футов и экипаж в 550 человек (в 1669 году). С 1667 по 1671 год было заложено ещё 7 76-пушечных кораблей: 6 в Тулоне и 1 в Рошфоре длиной от 141½ до 150 футов. К концу своей карьеры (с 1690 года) часть из них получила усиленное вооружение до 80 орудий. 
С 1675 по 1688 год было спущено на воду семь новых 76-пушечных корпусов (5 в арсенале Бреста и 2 в арсенале Тулона), предназначенных для простой замены утраченных или списываемых кораблей. Все они, за исключением Eclatant (первого французского двухпалубного корабля с 76 орудиями и 14 рядами портов на гондеке), имели характеристики, идентичные своим предшественникам (длина корпусов колебалась от 142 до 145 футов). За весь этот период в арсенале Рошфора (третьего судостроительного центра Франции) не было построено ни одного корабля такого ранга, причём в 1680 году мастера из Рошфора открыто выступили против строительства таких коротких трёхпалубных кораблей как 72-76-пушечники в пользу 80-пушечников длиной в 158½ футов.  
Подобно своим ранним предшественникам, некоторые 76-пушечники 1670-х—1680-х годов в 1690 году были оснащены 80 или даже 84-86 (как Magnifique) пушками. Triomphant, Terrible, Tonnant, Fier и Magnifique были потеряны в сражении при Ла-Хог после сражения при Барфлёре в 1692 году.

Сражение при Ла Хог. Картина современника (художник ван Дист, Адриан).

После издания Великого морского ордонанса в 1689 году 76-пушечные корабли «впали в немилость» во французском флоте, вместо них начали активно строить трёхпалубные 80- и 90-пушечные корабли, к которым и перешла роль флагманских кораблей дивизий в составе крупного флота или флагманов небольших отрядов, посланных на вспомогательные театры военных действий. Тем не менее в 1692 году, непосредственно перед сражением при Ла-Хоге, французский флот имел около десяти кораблей от 70 до 74 пушек и около восьми кораблей с вооружением до 70 пушек, у которых 3-я артиллерийская батарея была неполной. Одновременно в нём также было 18 кораблей от 80 до 88 пушек, три палубы которых были полностью вооружены.
С 1689 по 1700 год было спущено на воду всего два трёхпалубных 76-пушечных корабля с 14 портами: Saint Esprit и Prompt. Но тогда как 76-пушечные, построенные до 1688 года, несли 20 или 22 орудия в своей 3-й батарее, новые корабли никогда не несли  более 18, а комплект их вооружения были увеличен на 4 4-фунтовых орудия на шканцах.
С марта 1700 года строительство 76-пушечников во Франции возобновляется (к тому моменту в строю оставалось 4 единицы), однако все они строились только с двухпалубной компоновкой артиллерии, хотя и имели при этом две надстройки (как заднюю так и переднюю), а также вооружённый полуют с 4 дополнительными пушками. В 1700-1707 годах было заложено 7 новых единиц. Их отличие от старых 76-пушечников было также в более крупных главных размерениях — их длина между штевнями колебалась от 150 до 153½ королевских футов, а тоннаж подрос до 1400 французских тонн. От 66-74-пушечных двухпалубных французских кораблей 76-пушечники постройки 1700-х годов отличались тем, что могли нести на гондеке кроме 24-фунтовой ещё и 36-фунтовую артиллерию (эти корабли несли смешанные батареи).

## Модификации

### 72-74-пушечный линейный корабль (трёхпалубный)
Часть построенных кораблей с 14 пушечными портами была лишена вооружённого полуюта (способного нести 2 или 4 дополнительных орудия малого калибра), в этом случае корабли равных с 76-пушечниками размерений и компоновки считались 72- или 74-пушечными.